# Vlag van Veszprém

Vlag van Veszprém
(ratio 2:3)

De vlag van Veszprém werd op 5 juli 1991 aangenomen als de vlag van de Hongaarse comitaat Veszprém. De vlag bestaat uit twee evenhoge banen wit en groen. Op 1/3 lengte van de broeking staat het wapen van het comitaat. De vlag is ook zonder wapen te gebruiken.
In Veszprém staat een van de oudste kastelen van Hongarije. Het stond er al toen de Hongaren het gebied in bezit namen. Veszprém is ook het oudste comitaat. Het kasteel Veszprém speelde ook een grote rol bij de verdediging tegen de Mongoolse invasies. Behalve militair is Veszprém ook kerkelijk van betekenis. Van hieruit werd het christendom verspreid. De stad Veszprém werd in 1009 de eerste episcopale zetel van Hongarije. Beide aspecten worden in het wapen verbeeld. De onderste helft van het gebouw met open poort en de buitenste twee torens is het kasteel, terwijl de middelste toren staat voor de kathedraal van St.-Emmerik.
Vanuit een bepaald punt in de stad kan men de toren van de kathedraal zien tussen de twee torens van het kasteel. De drie bergen staan voor het Bakony en de eikentak voor de bossen aldaar. De maan en de ster zijn Mariasymbolen en gekoppeld aan de kathedraal.